# Vitry-sur-Seine
Vitry-sur-Seine (phát âm tiếng Pháp: [vitʁi syʁ sɛn], tạm dịch: Việt Trì xứ Thanh) là một xã trong vùng đô thị Paris, thuộc tỉnh Val-de-Marne, vùng hành chính Île-de-France của nước Pháp, có dân số là 84 071 người (thời điểm 2008).

## Các thành phố kết nghĩa
- Burnley, Vương quốc Liên hiệp Anh và Bắc Ireland
- Kladno, Cộng hòa Séc
- Meißen, Đức
- Tombola, Mali

## Những người con của thành phố
- Jacques de Vitry, hồng y giáo chủ (thế kỉ 13)
- Étienne de Vitry, hồng y giáo chủ (thế kỉ 14)
- Jean-Baptiste Brunet, tướng (1763-1824)
- Pierre Châtelain-Tailhade, nhà báo (sinh 1904)
- Daniel Duval, diễn viên và đạo diễn (sinh 1944)
- Rohff, rapper (sinh 1977)